# Chelypus lennoxae
Espèce
Synonymes
- Chelypus coatoni Lawrence, 1966

Chelypus lennoxae est une espèce de solifuges de la famille des Hexisopodidae.

## Distribution
Cette espèce se rencontre en Afrique du Sud et en Namibie.

## Description
Le mâle holotype mesure 14 mm.

## Publication originale
- Hewitt, 1912 : Description of an new species of Chelypus (Solpugidae). Records of the Albany Museum, Grahamstown, vol. 2, p. 312-313.